# Lilla Björntjärnen, Dalarna
Lilla Björntjärnen är en sjö i Vansbro kommun i Dalarna och ingår i Dalälvens huvudavrinningsområde. Sjöns area är 0,02 kvadratkilometer och den är belägen 420 meter över havet.